# Pycnanthus (plant)
Pycnanthus is een geslacht uit de nootmuskaatfamilie (Myristicaceae). De soorten uit het geslacht komen voor in tropisch Afrika.

## Soorten
- Pycnanthus angolensis (Welw.) Warb.
- Pycnanthus dinklagei Warb.
- Pycnanthus marchalianus Ghesq.
- Pycnanthus microcephalus (Benth.) Stapf

... · 
Horsfieldia · 
Myristica · 
...